# Josune Gorospe
Miren Josune Gorospe Elezkano (Dima, Biscaia, 16 d'abril de 1969) és una política basca d'ideologia nacionalista basca. Actualment és diputada per Biscaia al Congrés dels Diputats.

## Biografia

### Inicis
Va néixer el 16 d'abril de 1969 a Dima. De jove, es va afiliar a EAJ-PNB i va formar part de les seves joventuts, Euzko Gaztedi Indarra.
Gorospe és diplomada en Ciències Empresarials per la UPV/EHU i llicenciada en antropologia per la Universitat de Deusto.
A nivell professional, ha treballat durant més de 20 anys en l'àmbit de la dinamització sociocultural i posteriorment en la gestió administrativa-financera com a liquidadora de tributs a Hisenda i com a Cap de Secció de Cultura en la Diputació Foral de Biscaia.

### Càrrecs polítics i institucionals
Va començar la seva carrera política l'any 2010, quan va ser elegida parlamentària en substitució de José María González Zorrilla.
Un any després, al 2011, va entrar com a regidora a l'Ajuntament de Dima i va ser presidenta de la Mancomunitat de Municipis d'Arratia entre 2011 i 2015.
El 13 de maig de 2019 va deixar el Parlament Basc per ocupar un escó al Congrés després d'haver estat la número tres de la llista d'EAJ-PNB per Biscaia, escó que revalidà en les eleccions generals de novembre de 2019 i actualment exerceix.
A nivell intern, Gorospe és membre de Partit Nacionalista Basc del partit jeltzale des de gener de 2016.